# Dilobura subocellata
Dilobura subocellata är en insektsart som beskrevs av John Obadiah Westwood 1845. Dilobura subocellata ingår i släktet Dilobura och familjen lyktstritar. Inga underarter finns listade i Catalogue of Life.